# Kanton Fontaine
Het Kanton Fontaine is een voormalig kanton van het departement Territoire de Belfort in Frankrijk. Het kanton maakte deel uit van het arrondissement Belfort.
Op 22 maart 2015 werd het kanton opgeheven. De gemeente Denney werd toegevoegd aan het kanton Valdoie, de overige gemeenten werden opgenomen in het kanton Grandvillars.

## Gemeenten
Het kanton Fontaine omvatte de volgende gemeenten:
- Angeot
- Bessoncourt
- Bethonvilliers
- Cunelières
- Denney
- Eguenigue
- Fontaine (hoofdplaats)
- Foussemagne
- Frais
- Lacollonge
- Lagrange
- Larivière
- Menoncourt
- Montreux-Château
- Petit-Croix
- Phaffans
- Reppe
- Vauthiermont